# Rémy Coste
Rémy Coste (Saint-Étienne, Francia) es un musher y ex panadero francés conocido por haber ganado en siete ocasiones La Grande Odyssée, una de las carreras internacionales de perros de trineo más famosas del Mundo. Además, como panadero obtuvo el título de Meilleur ouvrier de France (en francés: Mejor obrero de Francia), una medalla civil que premia méritos en el ámbito profesional.

## Biografía
Desempañándose profesionalmente como panadero, Rémy Coste comenzó a entrenar como musher en 2012 junto a su pareja Aurelie Delattre. Poco después se trasladarían a Suecia, donde vivirían 7 años participando en carreras de media distancia y donde Rémy Coste ganaría por primera vez La Grande Odyssée en su edición de 2016.
De 2018 a 2023, Coste ganaría las seis ediciones de La Grande Odyssée, convirtiéndose en 2019 en la primera persona en ganar dos ediciones seguidas (el checo Jiri Vondrak ganó dos ediciones no consecutivas) y en 2020 se convirtió en la primera persona en ganar cuatro ediciones (el checo Radek Havrda ganó 3 ediciones en 2009, 2012 y 2015). A la edición de 2025, Coste es el poseedor del récord de más ediciones consecutivas ganadas (6 ediciones) y más ediciones absolutas ganadas (7 ediciones).